# Nowa Niepodległość

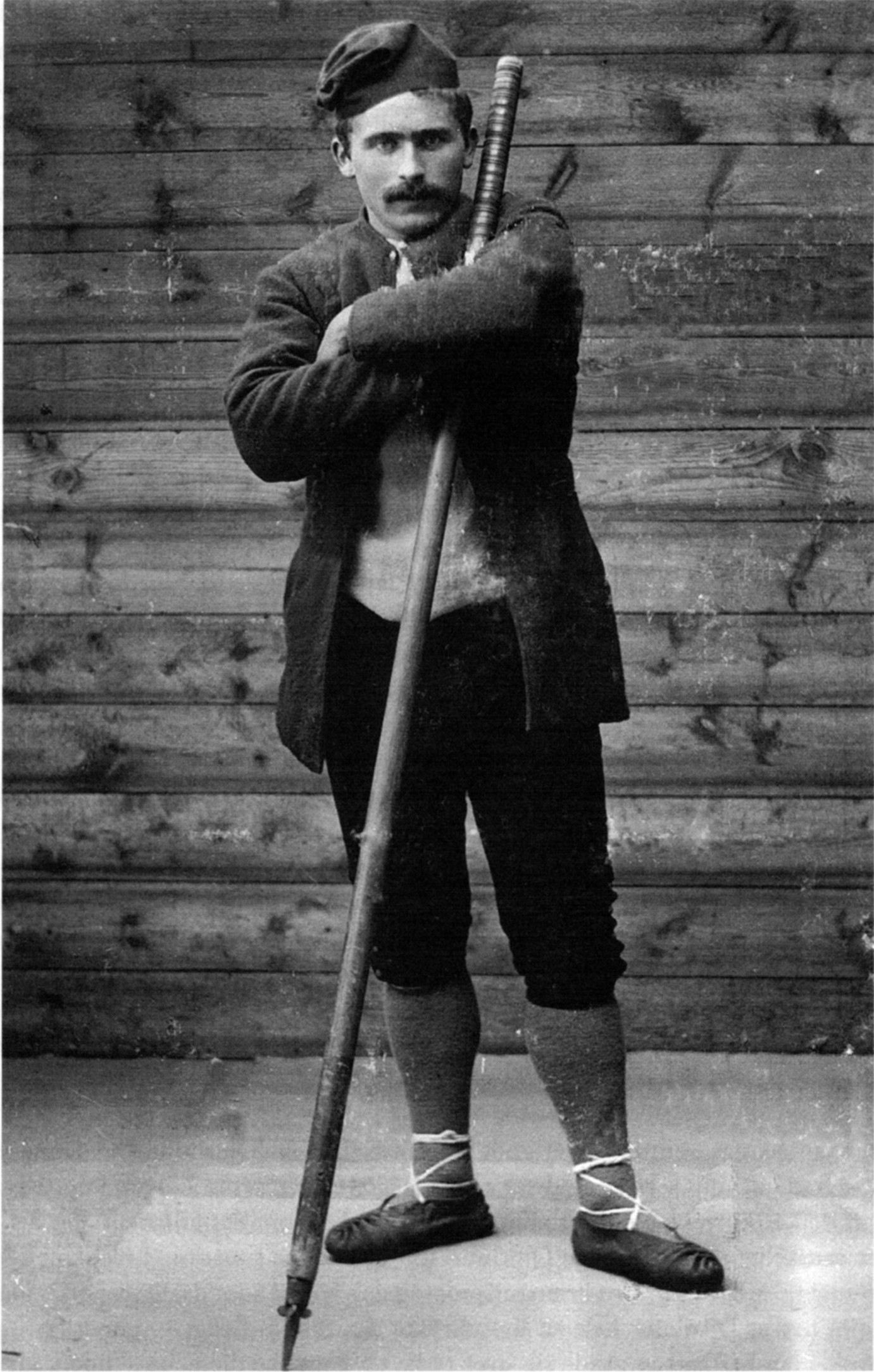
Jóannes Patursson, założyciel i przewodniczący partii do 1936 roku.

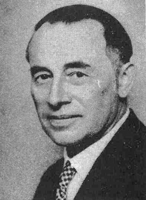
Louis Zachariasen, prezes partii w latach czterdziestych.

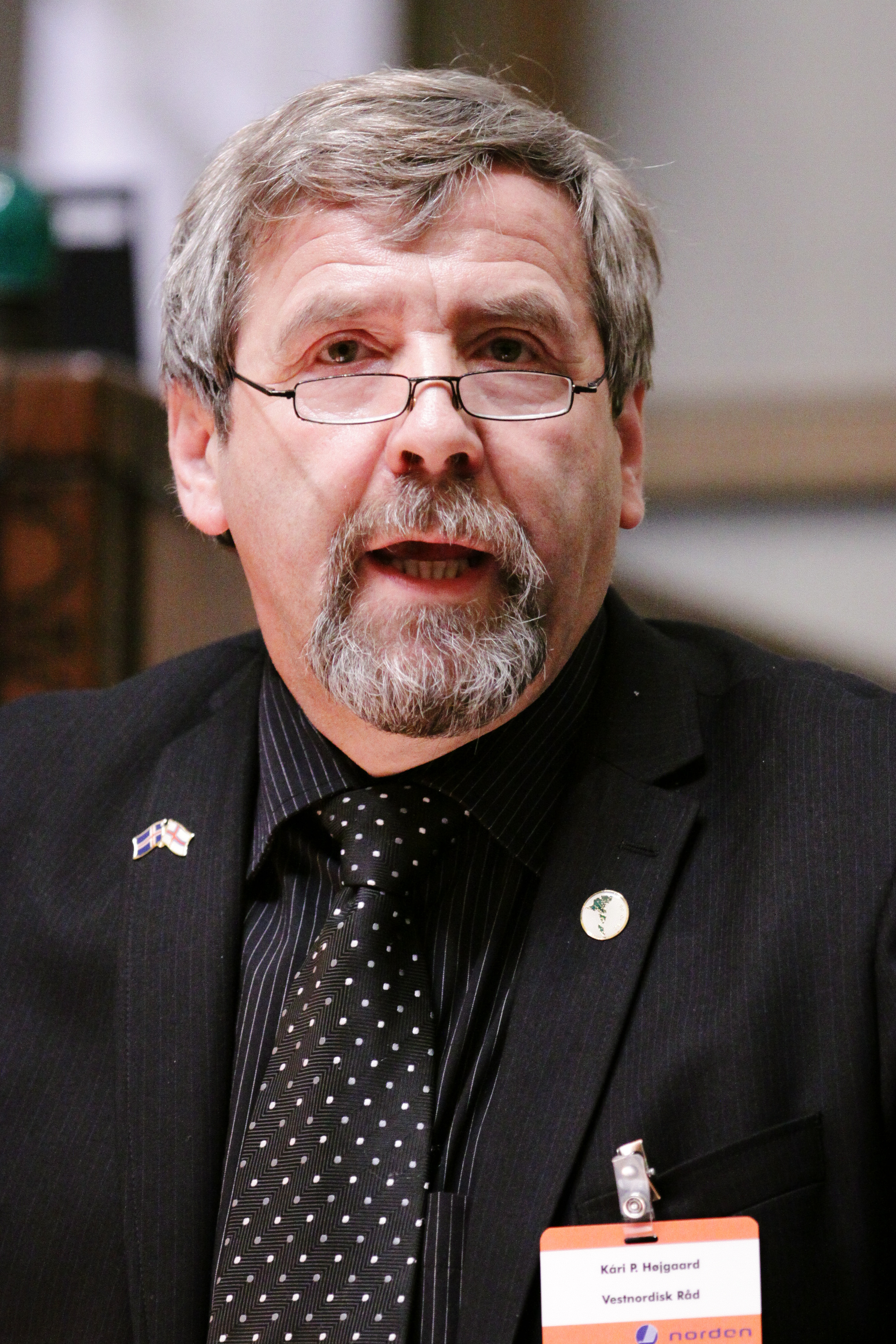
Kári P. Højgaard przewodniczący partii w latach 2003–2010 i 2011–2015.

Nowa Niepodległość (far. Nýtt Sjálvstýri, dawniej Sjálvstýrisflokkurin) – partia polityczna działająca na Wyspach Owczych. Reprezentuje poglądy socjalliberalne i regionalistyczne. Przed 1994 rokiem reprezentowała poglądy autonomistyczne, lecz obecnie jest partią separatystyczną. Partia posługuje się obecnie logiem przypominającym żagiel, a jej barwy to fioletowa i niebieska.

## Historia
Partia jeszcze nie zarejestrowana wzięła udział w wyborach parlamentarnych w 1906 roku, kiedy, jako przeciwieństwo Sambandsflokkurin, zdobyła 8 miejsc w Løgting. Oficjalnie partię utworzono w 1906 roku z połączenia środowisk niepodległościowych, które ujawniły się na Wyspach Owczych w czasie Spotkania Bożonarodzeniowego (1888). Jej pierwszym prezesem został Jóannes Patursson. 
Do drugiej wojny światowej partia odniosła dwa zwycięstwa w wyborach (1918, 1928), dwa razy otrzymała tyle samo miejsc co Sambandsflokkurin (1920, 1936), a pozostałe osiem razy pozostawała w mniejszości. Ostatnie wybory przed wojną były także końcem kadencji Jóannesa Paturssona jako lidera partii, który postanowił założyć Fólkaflokkurin, gdzie później został głową ugrupowania aż do swej śmierci. Patursson zabrał ze sobą wielu wyborców, co poskutkowało nagłym spadkiem poparcia dla Sjálvstýrisflokkurin z ośmiu miejsc w 1936, przez cztery miejsca w 1940 aż do żadnego w 1943 i 1945.
Po wojnie pozycja partii zaczęła się stosunkowo umacniać, nigdy jednak nie udało jej się odbudować dawnego prestiżu jakim cieszyła się przed odejściem pierwszego lidera. Na miejscu głównej partii separatystycznej zastąpiła ją w 1948 Tjóðveldi. Największą liczbę punktów procentowych udało się jej uzyskać w roku 1990, było to 8,8%, co przeliczono jako trzy miejsca w parlamencie. Jej liderem od 1971 do 1994 był Hilmar Kass, a następnie do 2001 Helena Dam á Neystabø, która ostatecznie przeniosła się do Javnaðarflokkurin. Później nastąpił okres częstych zmian na stanowisku prezesa, które od 2003 roku do 2015 sprawował niemal nieprzerwanie Kári Højgaard.
Wybory w roku 2004 dały Partii Niepodległościowej jedno miejsce w parlamencie, a kolejne dwa miejsca. W wyborach w 2011 roku partia uzyskała 1 290 głosów (4,2%) i jeden mandat. Partia od roku 2011 do 2013 weszła w skład koalicji rządzącej, a Kári Højgaard został Ministrem Spraw Zagranicznych.
9 kwietnia 2015 roku na stanowisku prezesa partii Káriego Højgaarda zastąpił burmistrz miasta Klaksvík Jógvan Skorheim. Højgaarda mianowano wiceprzewodniczącym Partii Niepodległościowej. W czerwcu 2015 Skorheim ogłosił zmianę nazwy partii z Sjálvstýrisflokkurin na Nýtt Sjálvstýri. Była to próba poprawy wizerunku partii po ujawnieniu kontrowersji wokół budowy Eysturoyartunnilin, w które miał być zamieszany Højgaard. Wszystko to nie wpłynęło jednak na znacząco na wyniki wyborów parlamentarnych, w których partia zdobyła 1 305 głosów (4,1%) i uzyskała dwa mandaty w parlamencie. Jógvan Skorheim uzyskał mandat, jednak Rada Miasta Klaksvík nie przyjęła możliwości piastowania dwóch urzędów, dlatego Skorheim zdecydował się pozostać burmistrzem, a mandat przez niego wygrany przeszedł 14 września na Bárðura Kassa Nielsena.
Partia wielokrotnie startowała w wyborach do Folketingu, jednak nigdy nie uzyskała ani jednego reprezentanta.

## Organizacja Nýtt Sjálvstýri
Przewodniczący:
- Jógvan Skorheim

Wiceprzewodniczący:
- Kári Højgaard

Przewodniczący regionów:
- Beinta Klakkstein - Norðoyar (Norðoya Sjálvstýrisfelag)
- Pól Jákup Poulsen - Eysturoy (Eysturoyar Sjálvstýrisfelag)
- Jan Asbjørnsson Joensen - Południowe Streymoy (Suðurstreymoyar Sjálvstýrisfelag)

### Przewodniczący Nýtt Sjálvstýri
Następujące osoby sprawowały funkcję przewodniczącego Nowej Niepodległości:
- Jóannes Patursson (1909–1936)
- Edward Mitens (1936–1939)
- Louis Zachariasen
- Hilmar Kass (1971–1994)
- Helena Dam á Neystabø (1994–2001)
- Sámal Petur í Grund (2001)
- Eyðun Elttør (2001–2003)
- Kári Højgaard (2003–2010)
- Kári á Rógvi (2010–2011)
- Kári Højgaard (2011–2015)
- Jógvan Skorheim (od 2015)

### Obecni parlamentarzyści Nýtt Sjálvstýri
Ostatnie wybory odbyły się na Wyspach Owczych 1 września 2015 roku. Nowa Niepodległość uzyskała w nich 4,1% głosów, co dało jej dwa mandaty w Løgtingu, czyli o jeden więcej względem poprzednich wyborów. Lista posłów obecnie sprawujących urząd z ramienia Nowej Niepodległości przedstawia się następująco:
- Kári Højgaard
- Bárður Kass Nielsen

## Poparcie w wyborach

### Wybory parlamentarne
Wyniki Nowej Niepodległości w wyborach parlamentarnych przedstawiały się następująco:
| Wybory   | Løgting           | Løgting           | Løgting           | Løgting           | Løgting           | Folketing         | Folketing         | Folketing         | Folketing         | Folketing         |
| Wybory   | Głosy             | Głosy             | Głosy             | Mandaty           | Mandaty           | Głosy             | Głosy             | Głosy             | Mandaty           | Mandaty           |
| Wybory   | Liczba            | %                 | +/–               | Liczba            | +/–               | Liczba            | %                 | +/–               | Liczba            | +/–               |
| -------- | ----------------- | ----------------- | ----------------- | ----------------- | ----------------- | ----------------- | ----------------- | ----------------- | ----------------- | ----------------- |
| 1906     | 579               | 37,6 (2.)         | —                 | 8/20              | —                 | —                 | —                 | —                 | —                 | —                 |
| 1908     | 340               | 33,9 (2.)         | 3,7               | 7/20              | 1                 | —                 | —                 | —                 | —                 | —                 |
| 1910     | 289               | 24,5 (2.)         | 9,4               | 7/20              |                   | —                 | —                 | —                 | —                 | —                 |
| 1912     | 365               | 41,6 (2.)         | 17,1              | 7/20              |                   | —                 | —                 | —                 | —                 | —                 |
| 1914     | 625               | 47,2 (2.)         | 5,6               | 8/20              | 1                 | —                 | —                 | —                 | —                 | —                 |
| 1916     | 542               | 51,7 (1.)         | 4,5               | 9/20              | 1                 | —                 | —                 | —                 | —                 | —                 |
| 1918     | 2 948             | 49,7 (2.)         | 2,0               | 11/20             | 2                 | —                 | —                 | —                 | —                 | —                 |
| 1920     | 2 476             | 41,6 (2.)         | 8,1               | 10/20             | 1                 | —                 | —                 | —                 | —                 | —                 |
| 1924     | 2 450             | 39,1 (2.)         | 2,5               | 10/23             |                   | —                 | —                 | —                 | —                 | —                 |
| 1928     | 2 680             | 42,3 (2.)         | 3,2               | 11/23             | 1                 | —                 | —                 | —                 | —                 | —                 |
| 1932     | 2 931             | 37,3 (2.)         | 5,0               | 8/21              | 3                 | —                 | —                 | —                 | —                 | —                 |
| 1936     | 2 694             | 34,2 (2.)         | 3,1               | 8/24              |                   | —                 | —                 | —                 | —                 | —                 |
| 1939     | —                 | —                 | —                 | —                 | —                 | 314               | 5,0 (5.)          | —                 | 0/1               | —                 |
| 1940     | 1 365             | 16,2 (4.)         | 18,0              | 4/24              | 4                 | —                 | —                 | —                 | —                 | —                 |
| 1943     | 1 001             | 10,4 (4.)         | 5,8               | 0/25              | 4                 | —                 | —                 | —                 | —                 | —                 |
| 1945     | 1 239             | 9,4 (4.)          | 1,0               | 2/25              | 2                 | —                 | —                 | —                 | —                 | —                 |
| 1946     | nie brała udziału | nie brała udziału | nie brała udziału | nie brała udziału | nie brała udziału | —                 | —                 | —                 | —                 | —                 |
| 1947     | —                 | —                 | —                 | —                 | —                 | 809               | 8,4 (4.)          | —                 | 0/2               | —                 |
| 1950 (F) | 957               | 8,2 (5.)          | —                 | 2/25              | —                 | 535               | 14,8 (3.)         | 6,4               | 0/2               |                   |
| 1953     | —                 | —                 | —                 | —                 | —                 | 351               | 10,4 (3.)         | 4,4               | 0/2               |                   |
| 1954     | 908               | 7,1 (5.)          | 1,1               | 2/27              |                   | —                 | —                 | —                 | —                 | —                 |
| 1957     | —                 | —                 | —                 | —                 | —                 | nie brała udziału | nie brała udziału | nie brała udziału | nie brała udziału | nie brała udziału |
| 1958     | 816               | 5,9 (5.)          | 1,2               | 2/30              |                   | —                 | —                 | —                 | —                 | —                 |
| 1960     | —                 | —                 | —                 | —                 | —                 | nie brała udziału | nie brała udziału | nie brała udziału | nie brała udziału | nie brała udziału |
| 1962     | 892               | 5,9 (5.)          |                   | 2/30              |                   | —                 | —                 | —                 | —                 | —                 |
| 1964     | —                 | —                 | —                 | —                 | —                 | nie brała udziału | nie brała udziału | nie brała udziału | nie brała udziału | nie brała udziału |
| 1966 (F) | 867               | 4,9 (5.)          | 1,0               | 1/26              | 1                 | nie brała udziału | nie brała udziału | nie brała udziału | nie brała udziału | nie brała udziału |
| 1968     | —                 | —                 | —                 | —                 | —                 | nie brała udziału | nie brała udziału | nie brała udziału | nie brała udziału | nie brała udziału |
| 1970     | 1 010             | 5,6 (5.)          | 0,7               | 1/26              |                   | —                 | —                 | —                 | —                 | —                 |
| 1971     | —                 | —                 | —                 | —                 | —                 | 648               | 4,9 (4.)          | —                 | 0/2               | —                 |
| 1973     | —                 | —                 | —                 | —                 | —                 | 553               | 4,2 (5.)          | 0,7               | 0/2               |                   |
| 1974     | 1 430             | 7,2 (5.)          | 1,6               | 2/26              | 1                 | —                 | —                 | —                 | —                 | —                 |
| 1975     | —                 | —                 | —                 | —                 | —                 | nie brała udziału | nie brała udziału | nie brała udziału | nie brała udziału | nie brała udziału |
| 1977     | —                 | —                 | —                 | —                 | —                 | 551               | 3,4 (5.)          | —                 | 0/2               | —                 |
| 1978     | 1 626             | 7,2 (5.)          |                   | 2/32              |                   | —                 | —                 | —                 | —                 | —                 |
| 1979     | —                 | —                 | —                 | —                 | —                 | 797               | 4,3 (6.)          | 0,9               | 0/2               |                   |
| 1980     | 1 953             | 8,4 (5.)          | 1,2               | 3/32              | 1                 | —                 | —                 | —                 | —                 | —                 |
| 1981     | —                 | —                 | —                 | —                 | —                 | 867               | 5,2 (5.)          | 0,9               | 0/2               |                   |
| 1984 (F) | 2 135             | 8,5 (5.)          | 0,1               | 2/32              | 1                 | 1 033             | 5,6 (5.)          | 0,4               | 0/2               |                   |
| 1987     | —                 | —                 | —                 | —                 | —                 | 1 070             | 4,8 (5.)          | 0,8               | 0/2               |                   |
| 1988 (F) | 2 033             | 7,1 (5.)          | 1,4               | 2/32              |                   | 897               | 3,9 (5.)          | 1,7               | 0/2               |                   |
| 1990 (F) | 2 489             | 8,8 (5.)          | 1,7               | 3/32              | 1                 | 1 240             | 6,9 (5.)          | 3,0               | 0/2               |                   |
| 1994 (F) | 1 438             | 5,6 (8.)          | 3,2               | 2/32              | 1                 | 469               | 2,4 (6.)          | 4,5               | 0/2               |                   |
| 1998 (F) | 2 116             | 7,6 (5.)          | 2,0               | 2/32              |                   | 1 603             | 7,7 (5.)          | 5,3               | 0/2               |                   |
| 2001     | —                 | —                 | —                 | —                 | —                 | 434               | 1,6 (6.)          | 6,1               | 0/2               |                   |
| 2002     | 1 351             | 4,4 (5.)          | 3,3               | 1/32              | 1                 | —                 | —                 | —                 | —                 | —                 |
| 2004     | 1 461             | 4,6 (6.)          | 0,2               | 1/32              |                   | —                 | —                 | —                 | —                 | —                 |
| 2005     | —                 | —                 | —                 | —                 | —                 | 584               | 2,5 (6.)          | 0,9               | 0/2               |                   |
| 2007     | —                 | —                 | —                 | —                 | —                 | 799               | 3,5 (6.)          | 1,0               | 0/2               |                   |
| 2008     | 2 244             | 7,2 (6.)          | 2,6               | 2/33              | 1                 | —                 | —                 | —                 | —                 | —                 |
| 2011 (F) | 1 290             | 4,2 (7.)          | 3,0               | 1/33              | 1                 | 481               | 2,3 (6.)          | 1,2               | 0/2               |                   |
| 2015 (F) | 1 305             | 4,1 (7.)          | 0,1               | 2/33              | 1                 | 403               | 1,7 (7.)          | 0,6               | 0/2               |                   |

### Wybory samorządowe
Wyniki Republiki w wyborach samorządowych przedstawiały się następująco:
| Wybory | Rady gmin | Rady gmin | Rady gmin | Rady gmin |
| Wybory | Głosy     | Głosy     | Mandaty   | Mandaty   |
| Wybory | %         | +/–       | Liczba    | +/–       |
| ------ | --------- | --------- | --------- | --------- |
| 1996   | —         | —         | 14/277    | —         |
| 2000   | 5,6       | —         | 10/272    | 4         |
| 2004   | 4,1       | 1,5       | 7/220     | 3         |
| 2008   | 6,3       | 2,2       | 11/210    | 4         |
| 2012   | 4,1       | 2,2       | 7/203     | 4         |